# L-アラビノキナーゼ
L-アラビノキナーゼ(L-arabinokinase、EC 2.7.1.46)は、以下の化学反応を触媒する酵素である。
ATP + L-アラビノース {\displaystyle \rightleftharpoons } ADP + β-L-アラビノース-1-リン酸
従って、この酵素の基質はATPとL-アラビノースの2つ、生成物はADPとβ-L-アラビノース-1-リン酸の2つである。
この酵素は転移酵素、特にアルコールを受容体とするホスホトランスフェラーゼに分類される。この酵素の系統名は、ATP:L-アラビノース 1-ホスホトランスフェラーゼ(ATP:L-arabinose 1-phosphotransferase)である。この酵素は、ヌクレオチド糖の代謝に関与している。